# Чон Джи Хи
Чон Джихи (кор. 전지희?, 田志希?, р.28 октября 1992) — южнокорейская спортсменка китайского происхождения, игрок в настольный теннис, призёр чемпионатов мира и Азиатских игр.

## Биография
Родилась в 1992 году в городском округе Ланфан провинции Хэбэй (Китай). Её отец был тренером по настольному теннису в начальной школе, и под его влиянием она уже с 7-летнего возраста занялась настольным теннисом. В 2007 году в составе китайской сборной стала чемпионкой Азии среди юниоров, завоевав при этом серебряную медаль в личном первенстве. В 2011 году вышла замуж за корейца (знакомого её отца), и переехала к нему на родину, приняв южнокорейское гражданство. С 2012 года выступает за Республику Корея.
В 2014 году приняла участие в Азиатских играх в Инчхоне, где стала обладательницей бронзовой медали в смешанном разряде. В 2016 году приняла участие в Олимпийских играх в Рио-де-Жанейро, но наград не завоевала. В 2018 году стала бронзовой призёркой чемпионата мира в составе команды, а на Азиатских играх в Джакарте стала обладательницей бронзовых медалей в одиночном разряде и в составе команды.